# Pirro Ligorio

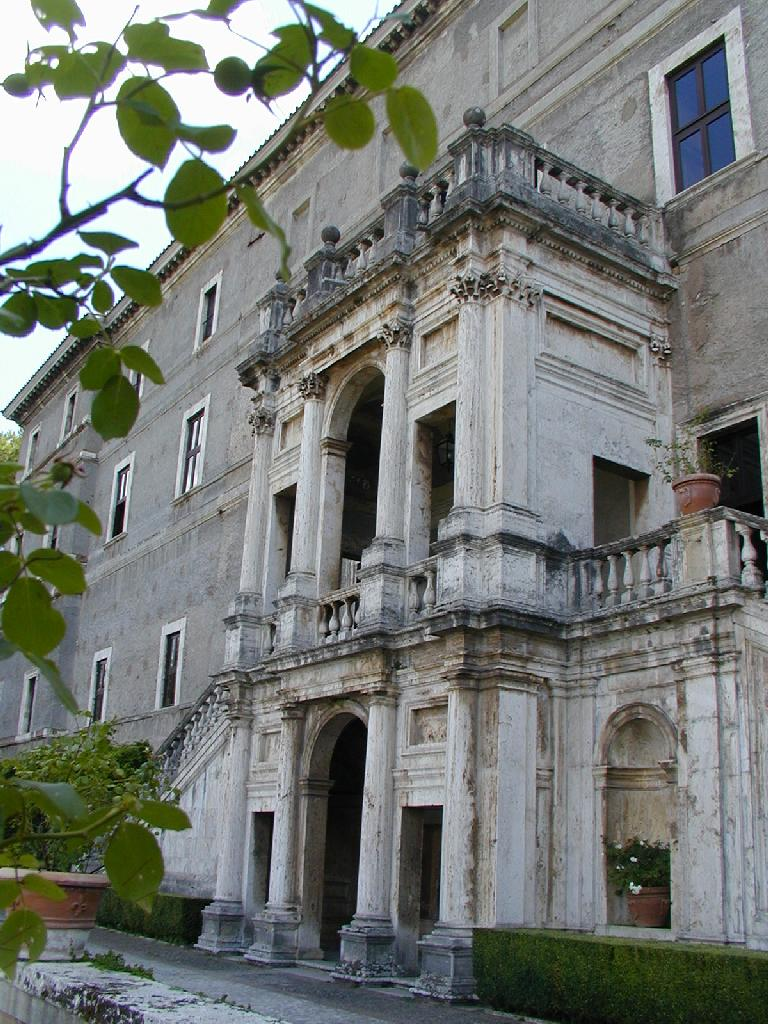
Fachada da Villa d'Este, em Tívoli - obra de Ligorio

Pirro Ligorio (Nápoles, c. 1510 — Ferrara, 30 de outubro de 1583) foi um pintor, arquiteto, antiquário e paisagista italiano.

## Biografia
Ligorio nasceu em Nápoles mas, em 1534, mudou-se para Roma, onde desenvolveu seu interesse por antiguidades, e foi nomeado superintendente dos antigos monumentos junto aos Papas Pio IV e Paulo IV. 
Em 1549 realizou escavações na Villa Adriana, em Tívoli, e projetou sua obra-prima, a fonte da Villa d'Este, para o Cardeal Ippolito d'Este. Também realizou as fontes da Villa Lante em Bagnaia, trabalhando junto a Vignola.
Seu estilo maneirista está presente também na Fontana del Boschetto, nos Jardins do Vaticano, e que recebeu o nome de Casina di Pio IV (ou também chamada Villa Pia), entre 1559-1562.
Com a morte de Michelangelo, foi contratado para concluir seus trabalhos Basílica de São Pedro - mas implantou modificações no projeto, e efetuou críticas ao mestre - o que ensejou sua demissão em 1568 pelo papa Paulo V. Mudou-se então para Ferrara, a serviço do Duque Alfonso d'Este.
Estudioso da Antiguidade, uma das suas publicações mais famosas foi um mapa da Roma Antiga, chamado Antiquae Urbis Imago, em 1561.